# セント・ジョージ・ターミナル
セント・ジョージ・ターミナル（英語：Saint George Terminal）は、ニューヨーク市バス、スタテン島フェリー、スタテンアイランド鉄道の乗り場があるターミナルである。ニューヨーク市スタテン島のセント・ジョージ地区に位置する。

## スタテン島フェリー
セント・ジョージ・フェリー・ターミナルは、マンハッタン側のホワイトホール・ターミナルとを結ぶスタテン島フェリーの、スタテン島側のターミナルである。フェリーは現在、24時間営業している。スタテン島フェリーは、8.4㎞、所要25分を104回の航行で、1900万人の乗客を乗せて航行している。フェリーは、毎年33,000回以上の航行を行っている。通常は15〜20分間隔の運行をしているが、乗客の少ない時間帯や夜間などには、30分間隔まで減少する。また、深夜・早朝には1時間に1本となる。2006年11月からは、週末の早朝に30分間隔での運行を始めた。

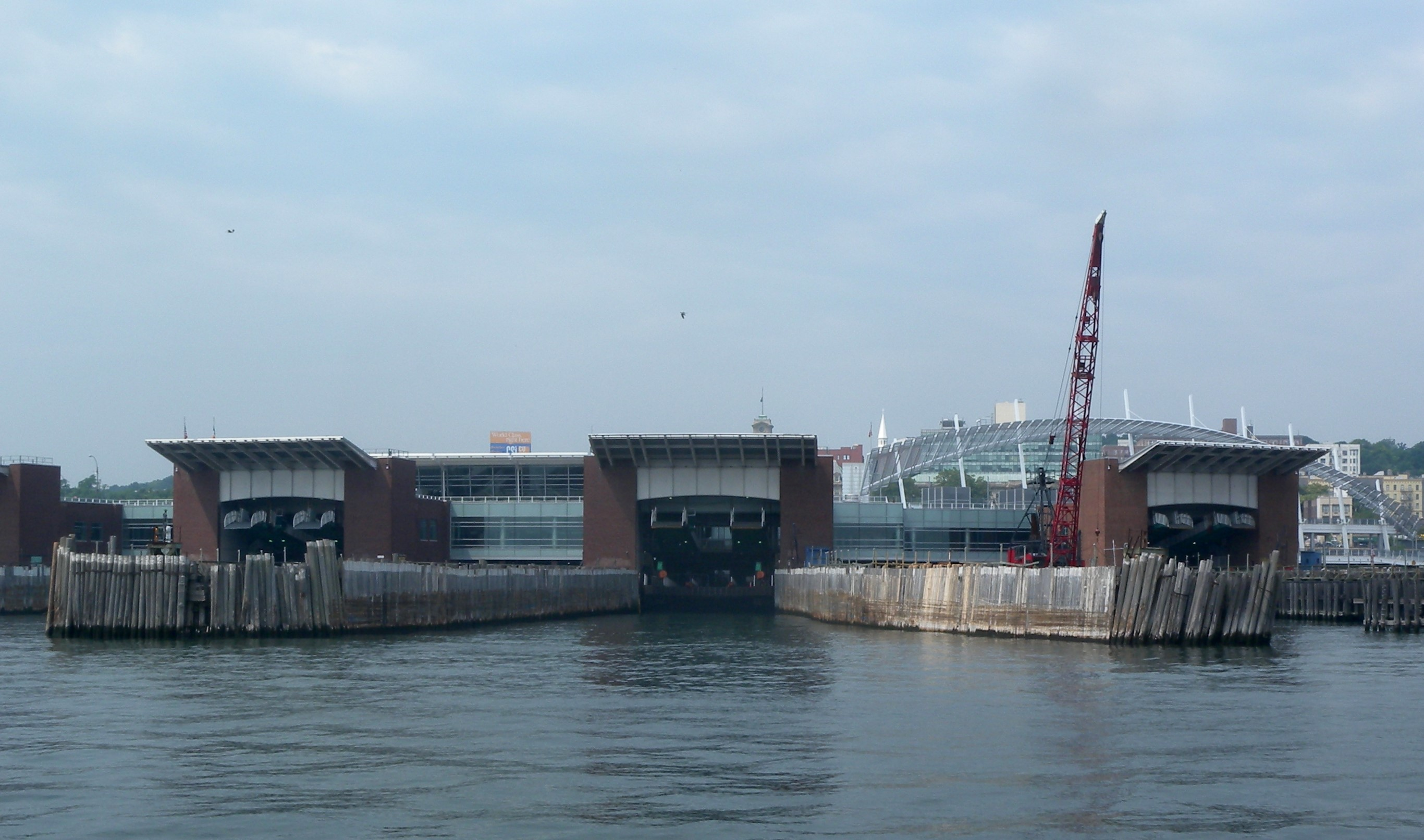
港から
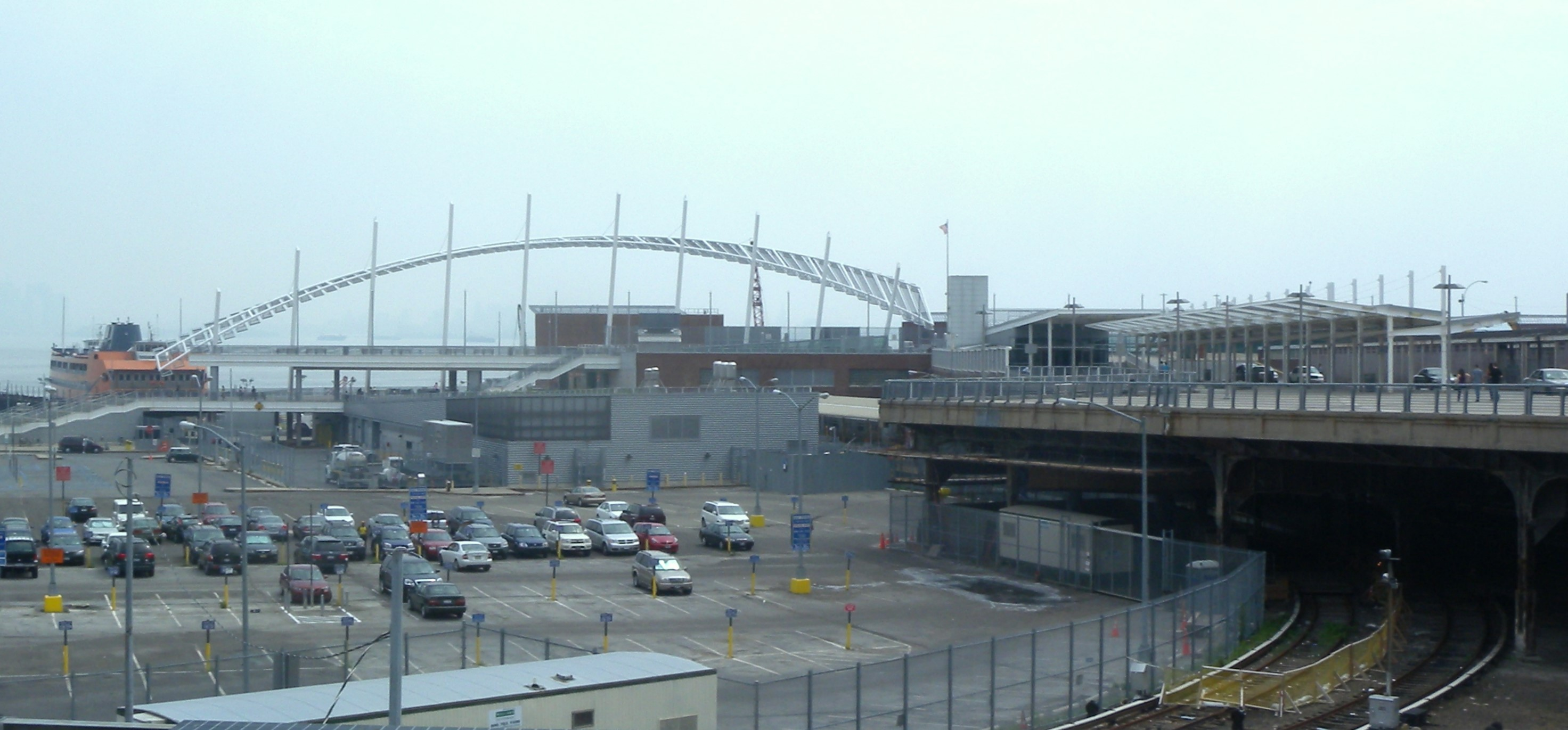
リッチモンド・テラスから

## スタテンアイランド鉄道
セント・ジョージ駅 (St. George) は、スタテンアイランド鉄道の北端の終着駅である。障害を持つアメリカ人法に基づき、障害者を考慮している駅の1つである。また、駅には4レーンのバスターミナル、及び車の駐車レーンを設けている。全ての線路は、駅の北端の車止めが終点となっている。もともと駅には、上に何もなかったが、1949年の火災をきっかけに施設が整った。

### 駅構造
| G          | 地上階                                         | 出入口、バス・フェリー連絡 (南北2か所にエレベーター)                                                                          |
| P ホーム階 | 12番線                                         | 定期列車なし（リッチモンド・カウンティ・バンク・ボールパーク駅）                                                              |
| P ホーム階 | 島式ホーム、不使用                             | |
| P ホーム階 | 11番線                                         | 定期列車なし（リッチモンド・カウンティ・バンク・ボールパーク駅）                                                              |
| P ホーム階 | 10番線                                         | 定期列車なし |
| P ホーム階 | 島式ホーム、不使用                             | |
| P ホーム階 | 9番線                                          | 定期列車なし |
| P ホーム階 | 8番線                                          | 定期列車なし |
| P ホーム階 | 島式ホーム、不使用                             | |
| P ホーム階 | 7番線                                          | 定期列車なし |
| P ホーム階 | 6番線                                          | ← 夕ラッシュ急行：トッテンヴィル駅ゆき（グレート・キルズ駅）                                                                  |
| P ホーム階 | 島式ホーム、6番線は右側扉、5番線は左側扉が開く | |
| P ホーム階 | 5番線                                          | ← 夕ラッシュ急行：トッテンヴィル駅ゆき（グレート・キルズ駅）                                                                  |
| P ホーム階 | 4番線                                          | ← 各駅停車：トッテンヴィル駅ゆき（トンプキンスヴィル駅） ← 夕ラッシュ各駅停車：グレート・キルズ駅ゆき（トンプキンスヴィル駅） |
| P ホーム階 | 島式ホーム、4番線は右側扉、3番線は左側扉が開く | |
| P ホーム階 | 3番線                                          | ← 各駅停車：トッテンヴィル駅ゆき（トンプキンスヴィル駅） ← 夕ラッシュ各駅停車：グレート・キルズ駅ゆき（トンプキンスヴィル駅） |
| P ホーム階 | 2番線                                          | ← 各駅停車：トッテンヴィル駅ゆき（トンプキンスヴィル駅） ← 夕ラッシュ各駅停車：グレート・キルズ駅ゆき（トンプキンスヴィル駅） |
| P ホーム階 | 島式ホーム、2番線は右側扉、1番線は左側扉が開く | |
| P ホーム階 | 1番線                                          | ← 各駅停車：トッテンヴィル駅ゆき（トンプキンスヴィル駅） ← 夕ラッシュ各駅停車：グレート・キルズ駅ゆき（トンプキンスヴィル駅） |

## ニューヨーク市バス
メトロポリタン・トランスポーテーション・オーソリティーは、スタテン島にも多くのバス路線を持っている。そのうちのいくつかは、路面電車の路線を引き継いで運行している。

### ランプA
| ルート             | 行き先                       | 経由する主な道路                                                           | 備考                                         |
| ------------------ | ---------------------------- | -------------------------------------------------------------------------- | -------------------------------------------- |
| S61 各停/ S91 快速 | スタテン・アイランド・モール | ヴィクトリー・ブルバード ブラッドレイ・アベニュー フォレスト・ヒル・ロード | - S61 全時間 - S91 午後のラッシュのみ、快速  |
| S62 各停/ S92 快速 | スタテン島校経由トラヴィス   | ヴィクトリー・ブルバード                                                   | - S62 全時間 - S92 午後のラッシュのみ、快速  |
| S66 各停           | ポート・リッチモンド         | ヴィクトリー・ブルバード ジュエット・アベニュー                            | - 平日のみ - グリーミーズ・ヒル経由          |
| S78 各停           | チャールストン               | トンプキンス・アベニュー ハイラン・ブルバード                              | - 2010年6月27日の減便によりDランプに停車した |

### ランプB
| ルート             | 行き先                           | 経由する主な道路                                                                        | 備考                                          |
| ------------------ | -------------------------------- | --------------------------------------------------------------------------------------- | --------------------------------------------- |
| S51 各停/ S81 快速 | サウスビーチ経由グラント・シティ | ベイ・ストリート ファーザー・キャポダノ・ブルバード ミッドランド・アベニュー            | - S51 全時間 - S81 午後のラッシュのみ、快速   |
| S74 各停/ S84 快速 | チャールストン                   | ヴァン・ダザー・ストリート リッチモンド・ロード アーサー・キル・ロード                  | - S74 全時間 - S84 午後のラッシュのみ、快速   |
| S76 各停/ S86 快速 | オークウッド                     | ベイ・ストリート ヴァンダービルト・アベニュー リッチモンド・ロード ニュー・ドープ・ラン | - S76 平日のみ - S86 午後のラッシュのみ、快速 |

### ランプC
| ルート             | 行き先                   | 経由する主な道路                                                     | 備考                                        |
| ------------------ | ------------------------ | -------------------------------------------------------------------- | ------------------------------------------- |
| S46 各停/ S96 快速 | ウェスト・ショア・プラザ | キャッスルトン・アベニュー ウォーカー・ストリート サウス・アベニュー | - S46 全時間 - S96 午後のラッシュのみ、快速 |
| S48 各停/ S98 快速 | アーリントン             | フォレスト・アベニュー                                               | - S46 全時間 - S96 午後のラッシュのみ、快速 |

### ランプD
| ルート             | 行き先                                          | 経由する主な道路                                                                   | 備考                                                                    |
| ------------------ | ----------------------------------------------- | ---------------------------------------------------------------------------------- | ----------------------------------------------------------------------- |
| S40 各停/ S90 快速 | ゲータルズ橋                                    | リッチモンド・テラス                                                               | - S40 全時間 - S90 午後のラッシュのみ、快速                             |
| S44 各停/ S94 快速 | リッチモンド港経由 スタテン・アイランド・モール | ヘンダーソン・アベニュー キャリー・アベニュー リッチモンド・アベニュー             | - S44 全時間 - S94 午後のラッシュのみ、快速                             |
| S42 各停           | ニュー・ブライトン                              | セント・マークス・プレイス ジャージー・ストリート ブライトン・アベニュー           | - ラッシュアワーと夜間のみ - 2010年6月27日の減便によりDランプに停車した |
| S52 各停           | スタテン島大学病院                              | ジャージー・ストリート トンプキンス・アベニュー ファーザー・キャポダノ・ブルバード |                                                                         |